# دوک اعظم لوکزامبورگ
دوک اعظم لوکزامبورگ (انگلیسی: Grand Duke of Luxembourg) رئیس کشور سلطنتی لوکزامبورگ است. لوکزامبورگ از ۱۵ مارس ۱۸۱۵ که از دوک‌نشینی ارتقا یافت، دوک اعظم‌نشین بوده و تا سال ۱۸۹۰ در اتحاد با پادشاهی متحد هلند بوده‌است. این کشور تنها حاکمیت مستقل دوک اعظم‌نشین در جهان است. از ۱۸۱۵ به بعد لوکزامبورگ نُه فرمانروا داشته از جمله آنری دوک اعظم کنونی.